# قاموس بروير للعبارات والقصص

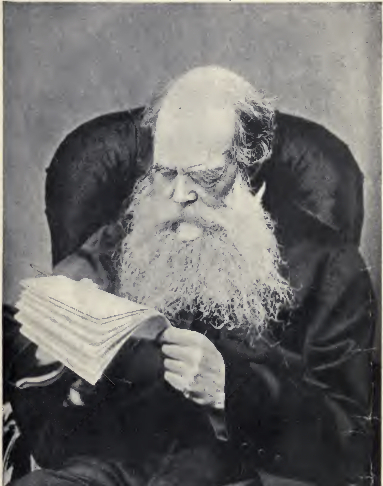
إي. كوبهام بروير

قاموس بروير للعبارات والقصص، والذي يشار إليه أحيانًا باسم بروير فقط، هو عمل مرجعي يحتوي على تعريفات وتفسيرات للعديد من العبارات ،التلميحات والرموز الشهيرة، سواء كانت تاريخية أو أسطورية.
«النسخة المنقحة والمحدثة» من تسعينيات القرن التاسع عشر أصبحت الآن في المجال العام، وتتوفر الإصدارات الإلكترونية في شبكة الإنترنت.
أحدث إصدار هو الإصدار العشرون، الذي نشر في نوفمبر 2018 من قبل ناشري تشامبرز هاررب.

## التاريخ
نُشر في الأصل عام 1870 من قبل القس إي. كوبهام بروير، وكان يستهدف الأشخاص الذين لم يحصلوا على تعليم جامعي - والذي كان عددهم يتزايد باستمرار - لكنهم أرادوا فهم أصول العبارات والتلميحات التاريخية أو الأدبية المنتشرة في ذلك الوقت. يشير الجزء «عبارات» من العنوان بشكل رئيسي إلى تفسير التعابير والأمثال المختلفة، في حين أن الجزء «القصص» قد يتم تسميته بشكل أكثر دقة «الفولكلور» ويتراوح من الأساطير الكلاسيكية إلى الأدب الحديث نسبيًا. علاوة على ذلك، أضاف بروير ملاحظات حول الشخصيات والأحداث التاريخية الهامة، وأشياء أخرى يعتقد أنها ستكون ذات أهمية، مثل الأرقام الرومانية وغيرها.
على الرغم من أن الغرض منها هو عمل مرجع شامل، إلا أن الإصدارات المبكرة من بروير تتميز بسرية تامة، مع بعض القرارات التحريرية التي توحي بالتحيز الشخصي للمؤلف. على سبيل المثال، زعمت قائمة تحت مدخل جون أن تظهر سوء الحظ المرتبط بهذا الاسم، وتنتهي «بالتأكيد قائمة كارثية من الباباوات» على الرغم من وصف العديد منها فقط على أنها «ليست إدخالات». يبدو أن بعض الإدخالات تافهة للغاية بحيث لا تستحق بما في ذلك، والبعض الآخر يكاد يكون تلفيقا مؤكدا.
على الرغم من هذا التناقض، إلا أن الكتاب حقق نجاحًا واسعا، حيث قدم معلومات غالبًا لا يتم تضمينها في القواميس والموسوعات التقليدية.
نُشرت نسخة منقحة ومحدثة في عام 1896، قبل وقت قصير من وفاة بروير. منذ ذلك الحين، تمت مراجعته وإعادة طبعه باستمرار، غالبًا بالفاكس، مع كون الإصدار الخامس عشر هو أول من قام بإجراء تغييرات واسعة النطاق على محتوي الكتاب.

### الطبعات
- 1 (1870): E. Cobham Brewer
- (منقحة ومحدثة؛ 1889)
- «طبعة جديدة ومضخمة» (1894)
- «طبعة جديدة» (1900)
- الثانية (1953)
- الثالثة (1954)
- الرابعة (1956)
- الخامسة (1959)
- السادسة (1962)
- السابعة (1963)
- الثامن (1963)
- 9 (1965): جون فريمان
- 10 (1968)
- 11th Centenary Edition (1970)، راجعه إيفور إيفانز. (ردمك 0304935700)
- الرابع عشر (1989)
- 15 (1995): غرفة أدريان. (ردمك 0062701339) رقم ISBN   0062701339
- الدورة 16 «طبعة الألفية» (1999): غرفة أدريان. (ردمك 0304345997) رقم ISBN   0304345997
- 17 (2005): جون أيتو. (ردمك 0304357839) رقم ISBN   0304357839
- 18 (2009): كاميلا روكوود. (ردمك 9780550104113) رقم ISBN   9780550104113
- 19 (2012): سوزي دنت. (ردمك 9780550102454) رقم ISBN   9780550102454 [1]
- 20 (2018): سوزي دنت. (ردمك 9781473676367) رقم ISBN   9781473676367 [2]

## قاموس بروير للعبارات الحديثة والقصص
تم نشر هذه النسخة المعاد تحديثها، والتي تم تحريرها في البداية بواسطة Adrian Room ، لأول مرة في عام 2000 ((ردمك 978-0304350964)). طبعة ثانية ((ردمك 978-0550105646))، حرره إيان كروفتون وجون أيتو، تم نشره في 30 نوفمبر 2010. في حين يعتمد هذا العنوان على هيكل قاموس بروير للعبارات والقصص ، فإنه يحتوي على إدخالات من عام 1900 فصاعدًا ويوجد جنبًا إلى جنب مع المجلد الأصلي كعمل منفصل.

## طبعات خاصة أخرى
تم نشر مجموعة متنوعة من الإصدارات المنبثقة في الماضي، وبعضها يبتعد تمامًا عن موضوع «العبارة والقصص»، مثل قاموس بروير للسينما (1997) ووليام دونالدسون من الألف إلى الياء لـ «البريطانيين الوحودين»، احتيلات بروير: الأشرار وغرباء الأطوار (2002). تم نشر قاموس بروير لجملة لندن والقصص في عام 2009 وأعيد إصدار قاموس برور للغة الأيرلندية والقصص في نفس الوقت.

## روابط خارجية
- قاموس بروير للعبارات والقصص في أرشيف الإنترنت